# Alicia Ann Spottiswoode
Alicia Ann Spottiswoode, lady John Scott (ur. 24 czerwca 1810 w East Lothian, zm. 12 marca 1900) – szkocka autorka tekstów piosenek i kompozytor, autorka melodii Annie Laurie, ze słowami wiersza XVII-wiecznego poety, Williama Douglasa. Zajmowała się również archeologią.

## Życiorys
Urodziła się 24 czerwca 1810 w East Lothian w Szkocji. Jej ojcem był John Spottiswoode, a matką Helen Wauchope. Rodzice zapewnili jej wszechstronną edukację, a po ojcu przejęła zainteresowanie botaniką, geologią i archeologią. Mówiła płynnie po francusku i włosku. Brała też lekcje rysunku u Petera de Wint i śpiewu u Manuela Garcíi. W szczególności muzyka stała się jej pasją – śpiewała, akompaniując sobie na harfie. Rozwijając talent, zajęła się komponowaniem, a jej najbardziej znanym dziełem jest melodia Annie Laurie. 16 marca 1836 poślubiła lorda Johna Scotta, zostając lady John Scott.
W 1863 rozpoczęła wykopaliska archeologiczne na terenie swojej posiadłości w Berwickshire, które dokumentowała, wzbogacając o szkice. W 1870 została przyjęta jako pierwsza kobieta do Society of Antiquaries of Scotland.